# علیرضا شاملی
علیرضا شاملی (زادهٔ ‎۲ خرداد ۱۳۷۸) اسکواش‌باز اهل ایران است. وی در بازی‌های آسیایی ۲۰۱۸ شرکت کرده‌است.